# Хлибодарске
Хлибодарске (на украински: Хлібодарське) е селище от градски тип в Южна Украйна, Одески район на Одеска област. Населението му е около 2519 души.